# Завземане: Чикаго
Завземане: Чикаго (на английски: NXT TakeOver: Chicago) е кеч шоу, продуцирано от WWE за тяхната марка NXT и се излъчва на живо по WWE Network. Провежда се на 20 май 2017 в Allstate Arena в Роузмънт, Чикаго, Илинойс. Това е шестнайсетото подред събитие в хронологията на Завземане и третото за 2017.
Пет мача се провеждат по време на събитието. В главния мач, Авторите на болка (Ейкам и Резар) побеждават DIY (Джони Гаргано и Томасо Чампа) в мач със стълби и успешно защитават своите Отборни титли на NXT. След мача Чампа атакува Гаргано, ставайки злодей. В други значими мачове, Боби Рууд успешно защитава своята Титла на NXT срещу Хидео Итами, а Пийт Дън побеждава Тайлър Бейт за Титлата на Обединеното кралство на WWE.

## Заден план
Събитието включва мачове, получени от сценични сюжети и имат резултати, предварително решени от WWE. Сюжетите се продуцират по седмичното телевизионно шоу NXT.
На Завземане: Орландо, Боби Рууд запазва своята Титла на NXT срещу Шинске Накамура. На 12 април, в епизода NXT, Накамура се появява в NXT за последен, тъй като става част от Разбиване седмица преди това. На следващия епизод NXT, Рууд излиза на ринга и се подиграва на Накамура. Хидео Итами, който се завръща от претърпяна травма през 2016, прекъсва Рууд, удря му шамар и му прави своя финален ход, Тръшване за лека нощ. На 26 април, в епизода NXT Итами участва в своя пръв мач след травмата, побеждавайки Кона Рийвс. Тогава Главния мениджър Уилям Ригър урежда мач между Итами и Родрик Стронг, определящ главния претендент за титлата срещу Рууд. На 10 май в епизода NXT, Итами побеждава Стронг, получавайки мача за титлата, уреден за Завземане: Чикаго. На следващия епизод Рууд излиза на ринга и обижда Итами, който прекъсва Рууд; двамата се сбиват и Итами атакува охраната, която се опитва да спре двамата. Накрая Итами поваля Рууд с Тръшване за лека нощ.
Аска успешно защитава своята Титла при жените на NXT срещу Ембър Муун на Завземане: Орландо, но по време на мача, Аска тика съдията към Муун, избягвайки финалния ѝ ход, Затъмнението, продължавайки превръщането на Аска в злодей, което започва на Завземане: Торонто. На 3 май, в епизода NXT, Муун, Руби Райът и Ники Крос са последните три участнички в Кралската битка за определяне на главна претендентка за титлата. По време на мача Аска напада и трите, прекратявайки мача, и ставайки злодей напълно. След мача, Уилям Ригал обявява, че Аска ще защитава своята титла срещу Райът, Муун и Крос в мач Фатална четворка на Завземане: Чикаго. Обаче, Муун претърпява травма на рамото по време на атаката на Аска. Следователно Муун е извадена от мача, правейки го мач Тройна заплаха.
На Завземане: Орландо, Авторите на болка (Ейкам и Резар) запазват своите Отборни титли на NXT срещу DIY (Джони Гаргано и Томасо Чампа) и Възраждане (Скот Доусън и Даш Уайлдър) в мач Тройна заплаха; това е последния мач на Възраждане в NXT след като стават част от състава на Първична сила два дни по-късно. През следващите седмици DIY настояват за реванш от Завземане: Сан Антонио по-рано същата година, където Авторите на болка побеждават DIY за титлите. На 10 май, в епизода NXT Главния мениджър Уилям Ригъл обявява, че Гаргано и Чампа получават своя реванш за титлите в мач със стълби срещу Авторите на болка, уреден за Завземане: Чикаго.
На 15 януари, Тайлър Бейт побеждава Пийт Дън, печелейки турнир, определящ първия Шампион на Обединеното кралство на WWE. Впоследствие Бейт защитава титлата в NXT. След двудневно събитие в Норич, Англия на 6 и 7 май, WWE излъчват някои от мачовете по време на шоуто Специален шампионат в Обединеното кралство на 19 май. Тогава Дън побеждава Трент Севън и печели мач срещу Бейт за титлата, уреден за Завземане: Чикаго. В същото шоу Бейт успешно защитава титлата срещу Марк Андрюс. След мача на Бейт, Дън излиза на ринга и двамата се споглеждат.
В епизода на 10 май, Родрик Стронг губи шанс да се бие за Титлата на NXT. След мача Санити нападат Стронг. На следващия епизод Стронг предизвиква лидера на Санити, Ерик Йънг, който приема мача, уреден за Завземане: Чикаго.

## Резултати
| №                                         | Резултати                                                                                            | Правила                                                    | Време |
| ----------------------------------------- | --- | ---------------------------------------------------------- | ----- |
| 1                                         | Родрик Стронг побеждава Ерик Йънг (с Александър Уолф и Килиан Дейн)                                  | Индивидуален мач                                           | 13:42 |
| 2                                         | Пийт Дън побеждава Тайлър Бейт (ш)                                                                   | Индивидуален мач за Титлата на Обединеното кралство на WWE | 15:27 |
| 3                                         | Аска (ш) побеждава Руби Райът и Ники Крос                                                            | Мач Тройна заплаха за Титлата при жените на NXT            | 12:30 |
| 4                                         | Боби Рууд (ш) побеждава Хидео Итами                                                                  | Индивидуален мач за Титлата на NXT                         | 17:34 |
| 5                                         | Авторите на болка (Ейлам и Резар) (ш) (с Пол Елъринг) побеждават #DIY (Джони Гаргано и Томасо Чампа) | Мач със стълби за Отборните титли на NXT                   | 20:00 |
| - (ш) – указва шампиона/шампионите в мача | |                                                            |       |